# Pietro Battara
Pietro Battara (Zadar, 1841. – Rijeka, 1924.) jedan je od najpoznatijih riječkih tiskara, porijeklom iz poznate zadarske obitelji tiskara i nakladnika Battara.

## Djelatnost
Tiskarsku djelatnost započeo je u tiskari svojih rođaka u Zadru. U Rijeci nastavlja naukovanje u tiskari Emidia Mohovicha Stabilimento Tipografico di Emidio Mohovich.
Osamostaljuje se 1880. i u Rijeci otvara vlastitu tiskaru pod imenom Opifizio per lavori tipo-litografici, u kojoj tiska niz knjiga, brošura, časopisa i periodike na talijanskom, hrvatskom i mađarskom jeziku. Od 1882. do 1918. Pietro Battara objavio je pedeset i tri djela na talijanskom jeziku (knjige i ostale publikacije). 
Povijesne riječke novine La Varietà, prvotno tiskane u tiskari Emidia Mohovicha, oko godine 1882. prelaze u tiskaru Pietra Battare. La Varietà je donosila zanimljive lokalne, nacionalne i međunarodne vijesti, kojima je nastojala privući čitateljstvo. Novine su sačinjavale rubrike: Appendice, Cronache locale e cose varie, Cronaca giudiziaria i druge (Lokalna kronika, Telegrafske vijesti, Dolazak i odlazak brodova i vlakova, novosti o riječkoj luci), a svaki broj donosio je i vremenska predskazivanja (Predizioni del tempo).   
Sljedeću veliku promjenu novina je doživjela 30. kolovoza 1887., kada od tjednika postaje dnevna novina. Urednici su bili i Adolfo Pellegrini, koji je napustio redakciju La Bilancie Emidia Mohovicha i prešao u redakciju novina La Varieta' gdje postaje glavni urednik te Pietro Stupicich-Colonini, koji se preselio u Rijeku iz Zadra 80-tih godina 19. stoljeća. 

## Dostupnost djela
U Sveučilišnoj knjižnici u Rijeci sačuvana su i digitalizirana godišta 1883., 1884., 1885., 1886. i 1887. lista La Varietà, povijesnih riječkih novina.